# نظام تشغيل على القرص

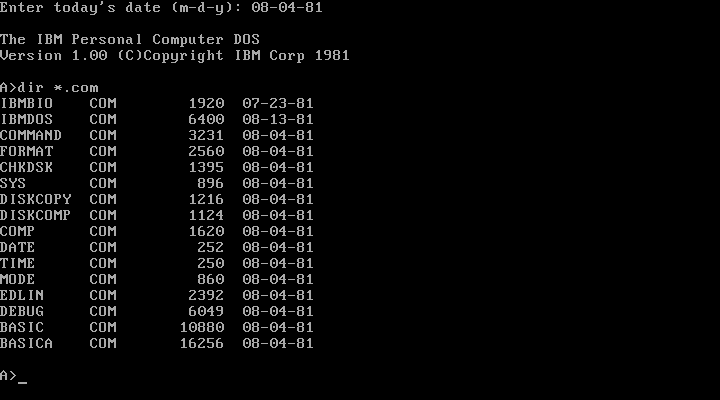
IBM PC DOS 1.0: مثال على أحد أنظمة التشغيل على القرص

نظام تشغيل على القرص أو نظام تشغيل من القرص (بالإنجليزية: Disk operating system)‏ ويُعرف اختصارًا بـ «DOS» هو أقدم نوع من أنظمة التشغيل، وهو مُصطلحٌ عام يصف أي نظام تشغيل يتم تشغيله عبر مُحرِّك أقراص لغرض بدء الإقلاع أو إعادة الإقلاع، ويكون نظام تشغيل منفرد المستخدم ومنفرد المهمة.
هناك إصداراتٍ مُختلفة من أنظمة التشغيل على الأقراص مثل إم إس-دوس (من مايكروسوفت) وآي بي إم دوس (من آي بي إم) و آبل دوس [الإنجليزية] و دي آر-دوس [الإنجليزية] وما إلى ذلك.